# Konstytucja wolności
Konstytucja wolności (ang. The Constitution of Liberty) – książka autorstwa Friedricha Hayeka wydana po raz pierwszy w 1960 roku. W utworze są zawarte teorie szkoły austriackiej oraz krytyka redystrybucji dóbr. Hayek próbował stworzyć swoją wizję społeczeństwa w oparciu o uniwersalną ideę wolności.
Konstytucja wolności jest krytykowana przez ortodoksyjnych przedstawicieli szkoły austriackiej za ustępstwa na rzecz państwa opiekuńczego.
Podczas jednego z posiedzeń Izby Gmin Margaret Thatcher rzucając na pulpit egzemplarz Konstytucji wolności powiedziała „Oto w co wierzymy”.